# Eyüp Aydın
Murat Eyüp Aydın (* 2. August 2004 in Heidenheim an der Brenz) ist ein 
türkisch-deutscher Fußballspieler, der vorrangig als defensiver Mittelfeldspieler eingesetzt wird. Er steht seit September 2023 beim türkischen Erstligisten Galatasaray Istanbul unter Vertrag.

## Familie
Eyüp Aydın wurde als Sohn türkeistämmiger Eltern in Heidenheim geboren.

## Karriere

### Jugend
Aydın begann seine Karriere in der Jugend des 1. FC Heidenheim und wechselte später in die des FC Bayern München. Im Sommer 2021 schaffte er den Sprung in den Kader der zweiten Mannschaft des Vereins. 

### FC Bayern München II
In seiner ersten Saison bei der zweiten Mannschaft des FC Bayern München kam der defensive Mittelfeldspieler zu 30 Einsätzen und erzielte ein Tor und gab sechs Torvorlagen. Während der Saison 2022/23 kam er bei 24 Spielen zu drei Toren und vier Vorlagen.

### Galatasaray Istanbul
Mitte September 2023 wechselte Aydın für eine Ablöse von 250.000 Euro in die Türkei zu Galatasaray Istanbul. Am 7. Januar 2024 kam Aydın zu seinem Süper-Lig-Debüt. Er wurde beim 3:0-Heimsieg gegen Konyaspor in der Nachspielzeit für Tanguy Ndombele eingewechselt. Kurz nach seiner Einwechslung bereite Aydın mit einem Eckstoß das Tor vor, welches zum 3:0 Endstand führte.

### Nationalmannschaft
Eyüp Aydın spielte 2019 das erste Mal für die deutsche U-15. In der Partie gegen die Niederlande am 15. Mai war er Mannschaftskapitän und erzielte per Elfmeter sein erstes Länderspieltor. Im gleichen Jahr nominierte ihn Trainer Michael Prus für die Spiele der U16.
Eyüp Aydın bestritt sein Debüt für die türkische U‑21‑Nationalmannschaft am 21. März 2025 im Freundschaftsspiel gegen Kosovo U21.

## Erfolg
Galatasaray Istanbul
- Türkischer Fußballmeister (2): 2023/24, 2024/25
- Türkischer Fußballpokal: 2024/25